# Золтан Медведь
Золтан Медведь (угор. Medvegy Zoltán нар. 21 березня 1979) – угорський шахіст, гросмейстер від 2002 року.

## Шахова кар'єра
У 1996 році здобув у Пакші звання віце-чемпіона Угорщини серед юніорів до 18 років, через рік поділив  1-ше місце (разом з Ференцом Передєм) у Дебрецені, а 1998 року двічі виграв турніри First Saturday–IM у Будапешті. Чергових успіхів досягнув у 1999 році: поділив у Гамбурзі 1-ше місце (разом з Адамом Хантом) на відкритому чемпіонаті Німеччини серед юніорів до 20 років і посів 4-те місце на зіграному в Патрах чемпіонаті Європи серед юніорів у цій же віковій категорії. У 2001 році переміг на турнірі за швейцарською системою в Сомбатгеї і на гросмейстерському First Saturday у Будапешті, цей результат, повторивши через рік (разом з Левенте Вайдою). У 2002 році поділив 1-ше місце (разом з Сергієм Кривошеєю) в Шварцаху. 2005 року переміг у Балатонлелле, тоді як у 2007 і 2008 роках (разом з Аттілою Гроспетером) – у Залакароші.
Найвищий рейтинг Ело в кар'єрі мав станом на 1 липня 2008 року, досягнувши 2556 очок займав тоді 11-те місце серед угорських шахістів.

## Особисте життя
Його старша сестра, Нора, також відома шахістка і має звання гросмейстера серед жінок.

## Зміни рейтингу
| На цьому місці має відображатися графік чи діаграма, однак з технічних причин його відображення наразі вимкнено. Будь ласка, не видаляйте код, який викликає це повідомлення. Розробники вже працюють для того, щоби відновити штатне функціонування цього графіка або діаграми. | |
| | На цьому місці має відображатися графік чи діаграма, однак з технічних причин його відображення наразі вимкнено. Будь ласка, не видаляйте код, який викликає це повідомлення. Розробники вже працюють для того, щоби відновити штатне функціонування цього графіка або діаграми. |